# Sivjee-Gletscher
Der Sivjee-Gletscher ist ein 16 km langer Gletscher in der antarktischen Ross Dependency. In den Churchill Mountains fließt er von den nordöstlichen Hängen des Hunt Mountain in nördlicher Richtung entlang der Westseite des Stark Ridge zum Starshot-Gletscher, den er südlich des Mount Hoskins erreicht.
Das Advisory Committee on Antarctic Names benannte ihn 2003 nach Gulamabas G. Sivjee, der von 1991 bis 2001 als leitender Wissenschaftler des United States Antarctic Program an spektroskopischen und interferometrischen Untersuchungen zum Nachtimmel- und Polarlicht in der oberen Erdatmosphäre über dem geographischen Südpol beteiligt war.